# La Banda Nueva
La Banda Nueva fue un grupo de rock colombiano activo en los años 70.

## Historia
La Banda Nueva nació del encuentro de los músicos Orlando Betancur (exintegrante de Los Flippers), Gustavo Cáceres, Jaime Córdoba, y Juan Carrillo. Rápidamente el grupo alcanzó reconocimiento en la radio a principios de 1973 por su canción "Emiliano Pinilla", la que hoy hace parte del repertorio clásico del rock colombiano.
A diferencia de la mayoría de grupos de su generación en Colombia, La Banda Nueva ingresó a los estudios sin haber hecho una sola presentación en vivo. Esto le permitió grabar con discos Bambuco el LP La gran feria, presentando un rock con influencias de jazz latino y música contemporánea. En conformidad con dicha propuesta, el nombre del álbum se inspiró en una composición del compositor húngaro Béla Bartók (incluida en su extensa obra Mikrokosmos), de la que también grabaron una versión libre.
Como en el álbum de Los Speakers En el maravilloso mundo de Ingesón, La Banda Nueva experimentó con las posibilidades del estudio de grabación, al combinar efectos técnicos con arreglos orquestales y virtuosismo instrumental. Se aprecia también en su trabajo una influencia del movimiento conocido como rock sinfónico, representado en bandas como Yes, Pink Floyd o Genesis.
Fue también el primer grupo de rock que grabó una canción dedicada abiertamente a la ciudad de Bogotá ("El blues del bus"). Sobre esta canción, su autor explicó en una entrevista concedida a Andrés Ospina:

Es un esquema típico, característico y rutinario del blues. En un ensayo empecé a tocar eso, me pareció como chistoso, empecé a pulir la letra y la montamos. Montar en un bus en Bogotá es una aventura para unos y es una rutina para otros (...), se vuelve como parte del folclor de la ciudad. Y en ese momento nos pareció como chévere dedicarle una canción a eso, que nadie nunca lo había hecho.
Jaime Córdoba

El grupo se disolvió en 1974 luego de alternar en la gira que realizó por Colombia el grupo británico de pop Christie. En dicha gira Gustavo Cáceres fue reemplazado por Mario Sarasty.

## Integrantes
- Jaime Córdoba - Batería
- Orlando Betancur - Teclados
- Juan Carrillo - Guitarra
- Gustavo Cáceres - Bajo

## Legado
- La gran feria, por su carácter innovador, ha sido reconocido por la crítica musical como el primer intento por hacer rock sinfónico en Colombia.[6]
- Hasta principios de los años 90, La gran feria fue considerado el álbum más importante en la historia del rock colombiano por críticos como Eduardo Arias, Félix Sant-Jordi y Andrés Ospina.[7][4]
- La Banda Nueva fue influyente en el trabajo del grupo Distrito Especial. "El blues del bus" es evocado en "El bus del blues", tema incluido por Distrito en su álbum Documento.[8]
- En 2005 el tema "Mundo de imágenes" (compuesto por Juan Carrillo) y fotografías de La gran feria se incluyeron en el álbum Circunvalar de Compañía Ilimitada, en reconocimiento del grupo que los hizo entrar al mundo de la música.[9]
- En 2008 la canción "Emiliano Pinilla" fue incluida en un concurso musical, organizado por el Festival Rock al Parque, para la interpretación de un tributo a la primera generación del rock colombiano.[10]